# دن باکی
دُن باکی (ایتالیایی: Don Backy؛ زاده ۲۱ اوت ۱۹۳۹) نویسنده، خواننده و بازیگر ایتالیایی است.
از فیلم‌های معروف او می‌توان به بازی در شب‌های گرم دکامرون، سرسخت و مقتدر، آن دوران که به زن‌ها باکره می‌گفتند، اسب عریان و ناتوان هستی‌گرا اشاره کرد.